# Violetvlekkende moerasmelkzwam
De violetvlekkende moerasmelkzwam (Lactarius aspideus) is een schimmel behorend tot de familie Russulaceae. Hij heeft een voorkeur voor wilgen (boswilg, geoorde wilg, grauwe wilg, laurierwilg) en drassige veengrond. Het melksap is wit.

## Kenmerken
Hoed
De hoed heeft een diameter van 1,5-5 cm. Als de paddenstoel jong is staat hij bol met een naar binnen ingerolde wollige rand, maar hij wordt platter naarmate hij ouder wordt. De hoed kan een minder opvallende bult of dubbele bult hebben. De oppervlakte is bij nat weer kleverig.
Plaatjes
De plaatjes zijn crème- of ivoorkleurig tot bleek strogeel en staan vrij dicht op elkaar.
Steel
De steel is meestal iets langer dan de hoeddiameter en heeft een lengte van 2-10 cm. De steel kan centraal of excentrisch staan en is wit tot gelig van kleur.
Geur
De vruchtlichamen hebben soms een fruitige geur.
Sporen
De sporenafdruk is wit.

## Eetbaarheid
De paddenstoel heeft een bittere smaak vanwege zijn melksap waardoor hij als oneetbaar wordt beschouwd.

## Verspreiding
De soort groeit in bijna heel Europa. In Nederland komt de soort matig algemeen voor. Hij is met name te vinden in het oosten van het land.